# Чемпионат малых стран Европы по волейболу среди женщин 2015
Финальный этап 13-го чемпионата малых стран Европы по волейболу среди женщин прошёл с 15 по 17 мая 2015 года в Шане (Лихтенштейн) с участием 5 национальных сборных команд.
В турнире приняли участие команда страны-хозяйки (Лихтенштейн) и по две лучшие команды из квалификационных групп (Кипр, Фарерские острова, Шотландия, Люксембург). Чемпионский титул в 9-й раз в своей истории и в 4-й раз подряд выиграла сборная Кипра.

## Формула розыгрыша
Турнир состоял из двух этапов — квалификационного и финального. Приоритетом при распределении итоговых мест служило общее количество побед, затем набранные очки, соотношение выигранных и проигранных партий, соотношение игровых очков, результат личной встречи. За победы со счётом 3:0 и 3:1 команды получали по 3 очка, за победы 3:2 — по 2, за поражения 2:3 — по одному, за поражения 0:3 и 1:3 очки не начислялись.

## Квалификация
Квалификационный турнир прошёл с 6 по 8 июня 2014 года в Шотландии и Исландии. Участники — Ирландия, Исландия, Кипр, Лихтенштейн, Люксембург, Мальта, Северная Ирландия, Фарерские острова, Шотландия.

### Группа А
6—8 июня 2014. Перт (Шотландия).
| М | Команда           | 1   | 2   | 3   | 4   | 5   | И | В | П | С/П  | О  |
| - | ----------------- | --- | --- | --- | --- | --- | - | - | - | ---- | -- |
| 1 | Кипр              |     | 3:1 | 3:1 | 3:0 | 3:0 | 4 | 4 | 0 | 12:2 | 12 |
| 2 | Шотландия         | 1:3 |     | 3:0 | 3:0 | 3:0 | 4 | 3 | 1 | 10:3 | 8  |
| 3 | Мальта            | 1:3 | 0:3 |     | 3:0 | 3:0 | 4 | 2 | 2 | 7:6  | 5  |
| 4 | Северная Ирландия | 0:3 | 0:3 | 0:3 |     | 3:1 | 4 | 1 | 3 | 3:10 | 4  |
| 5 | Ирландия          | 0:3 | 0:3 | 0:3 | 1:3 |     | 4 | 0 | 4 | 1:12 | 1  |

6 июня: Кипр — Мальта 3:1 (25:13, 22:25, 25:13, 25:15); Северная Ирландия — Ирландия 3:1 (18:25, 25:22, 28:26, 25:22); Шотландия — Мальта 3:0 (25:18, 25:10, 25:19).
7 июня: Шотландия — Северная Ирландия 3:0 (25:12, 25:14, 25:12); Кипр — Ирландия 3:0 (25:11, 25:5, 25:9); Мальта — Северная Ирландия 3:0 (25:7, 25:12, 25:7); Шотландия — Ирландия 3:0 (25:13, 25:11, 25:8).
8 июня: Кипр — Северная Ирландия 3:0 (25:15, 25:14, 25:4); Мальта — Ирландия 3:0 (25:12, 25:16, 25:14); Кипр — Шотландия 3:1 (25:17, 25:23, 22:25, 25:18).

### Группа В
6—8 июня 2014. Рейкьявик (Исландия).
| М | Команда           | 1   | 2   | 3   | 4   | И | В | П | С/П | О |
| - | ----------------- | --- | --- | --- | --- | - | - | - | --- | - |
| 1 | Фарерские острова |     | 3:1 | 3:0 | 3:1 | 3 | 3 | 0 | 9:2 | 9 |
| 2 | Люксембург        | 1:3 |     | 3:0 | 3:0 | 3 | 2 | 1 | 7:3 | 6 |
| 3 | Исландия          | 0:3 | 0:3 |     | 3:0 | 3 | 1 | 2 | 3:6 | 3 |
| 4 | Лихтенштейн       | 1:3 | 0:3 | 0:3 |     | 3 | 0 | 3 | 1:9 | 0 |

6 июня: Фарерские острова — Люксембург 3:0 (25:21, 25:22, 16:25, 25:14); Исландия — Лихтенштейн 3:0 (25:18, 25:12, 25:15).
7 июня: Люксембург — Лихтенштейн 3:0 (25:13, 25:16, 25:21); Фарерские острова — Исландия 3:0 (25:16, 25:14, 25:16).
8 июня: Фарерские острова — Лихтенштейн 3:1 (25:17, 19:25, 25:14, 25:14); Люксембург — Исландия 3:0 (25:18, 25:18, 43:41).

### Итоги
По итогам квалификации путёвки в финальный турнир получили по две лучшие команды из групп —  Кипр,  Фарерские острова,  Шотландия,  Люксембург, а также  Лихтенштейн как команда страны организатора финала.

## Финальный этап
15—17 мая 2015. Шан (Лихтенштейн).
Финальный этап состоял из однокругового турнира, по результатам которого определилась итоговая расстановка мест.
| М | Команда           | 1   | 2   | 3   | 4   | 5   | И | В | П | С/П  | О  |
| - | ----------------- | --- | --- | --- | --- | --- | - | - | - | ---- | -- |
| 1 | Кипр              |     | 3:2 | 3:1 | 3:2 | 3:0 | 4 | 4 | 0 | 12:5 | 10 |
| 2 | Шотландия         | 2:3 |     | 3:0 | 3:2 | 3:0 | 4 | 3 | 1 | 11:5 | 9  |
| 3 | Люксембург        | 1:3 | 0:3 |     | 3:2 | 3:0 | 4 | 2 | 2 | 7:8  | 5  |
| 4 | Фарерские острова | 2:3 | 2:3 | 2:3 |     | 3:1 | 4 | 1 | 3 | 9:10 | 6  |
| 5 | Лихтенштейн       | 0:3 | 0:3 | 0:3 | 1:3 |     | 4 | 0 | 4 | 1:12 | 0  |

15 мая: Кипр — Люксембург 3:1 (22:25, 25:11, 25:14, 25:20); Шотландия — Фарерские острова 3:2 (25:18, 16:25, 18:25, 25:19, 15:9); Люксембург — Лихтенштейн 3:0 (25:23, 25:22, 25:21).
16 мая: Кипр — Шотландия 3:2 (19:25, 25:21, 25:16, 22:25, 15:9); Фарерские острова — Лихтенштейн 3:1 (21:25, 25:14, 25:21, 25:11); Шотландия — Люксембург 3:0 (25:12, 25:15, 25:19); Кипр — Фарерские острова 3:2 (25:22, 17:25, 17:25, 25:20, 15:9).
17 мая: Шотландия — Лихтенштейн 3:0 (25:13, 25:19, 25:12); Люксембург — Фарерские острова 3:2 (25:22, 23:25, 22:25, 25:20, 15:10); Кипр — Лихтенштейн 3:0 (25:18, 25:14, 25:21).

## Итоги

### Положение команд
| Кипр                 |
| Шотландия            |
| Люксембург           |
| 4. Фарерские острова |
| 5. Лихтенштейн       |

### Призёры
Кипр: Зои Константопулу, Стелла Константину, Эрика Зембила, Пола Димитру, Деспина Константину, Катерина Закхеу, Мария Константину, Аспасия Хаджихристодулу, Элена Мосфилиоти, Антри Иордану, Иоанна Леониду, Василики Хадзиконстанта. Главный тренер — Петрос Пациас.
  Шотландия: Линси Бантен, Лора Макриди, Джоанн Морган, Карли Маккинлей, Александра Дикенсон, Дженнифер Том, Кёрсти Маклин, Кэтрин Смай, Линн Битти, Мхайри Агню, Мелисса Куттс, Кэти Барбур. Главный тренер — Крэйг Фэлл. 
  Люксембург: Жиль Боски, Синди Шнайдер, Натали Браас, Изабель Фриш, Анналена Мах, Лара Эрнстер, Коринн Штайнбах, Лили Вагнер, Марис Велш, Мишель Брёйер, Каролин Мартен, Лиз Беффорт. Главный тренер — Детлеф Шёнберг.

### Индивидуальные призы
MVP:  Линн Битти;
Лучшие нападающие-доигровщики:  Линн Битти,  София Пуркхус;
Лучшая блокирующие:  Катерина Закхеу,  Кэтрин Смай;
Лучшая диагональная нападающая:  Зои Константопулу;
Лучшая связующая:  Джоанн Морган;
Лучшая либеро:  Марис Велш.